# Lorelai Moșneguțu
Lorelai Alberta Moșneguțu (n. 2003, Târgoviște, Dâmbovița) este o tânără cântăreață și pianistă română care s-a născut fără mâini, din cauza unui defect de la naștere. Cântă la pian cu picioarele. Lorelai Moșneguțu a câștigat al 7-lea sezon al emisiunii Românii au talent.